# Elk Cloner
Elk Cloner是第一个已知被广泛传播的计算机病毒。当时15岁的高中生里奇·斯克倫塔为Apple II操作系统写了这个病毒，该病毒被存储在软盘上。当计算机启动感染了Elk Cloner的软盘，这个病毒开始作用，并随后将它自己拷贝到任何被访问的未感染的软盘中。因为那时的计算机有两个软盘驱动器，并因为磁盘经常在朋友之间传递，这个病毒就被频繁地复制。在被感染后，计算机每被启动50次，就会显示以下文字：
Elk Cloner: The program with a personality It will get on all your disks It will infiltrate your chips Yes it's Cloner! It will stick to you like glue It will modify ram too Send in the Cloner!

Elk Cloner不是故意导致损害，而是设计来作为一个应用的笑话。根据WorldHistory.com，青少年时期的Skrenta酷爱修改程序，使它们在一些代码指定的时间段以后停止工作，并在那个时间点显示一些Skrenta写的笑话。并不令人惊讶，这位年轻程序师的朋友们变得机敏而不再允许他靠近他们的磁盘。Elk Cloner复制它自己的能力（判断病毒的主要标准）使得
Skrenta可以不用物理性的靠近就能继续作弄他的朋友们。据报道这个病毒在他的同学（也包括他的数学老师）之间广泛地传播，因此使得Elk Cloner被载入史册。